# Sébastien Loeb Rally Evo
Sébastien Loeb Rally Evo es un videojuego de carreras desarrollado por Milestone, quien previamente había lanzado la serie oficial WRC de 2010 a 2013. Fue lanzado el 29 de enero de 2016.

## Características
El juego cuenta con la participación del nueve veces campeón mundial de rallies Sébastien Loeb, quien también ganó el Pikes Peak International Hill Climb y compitió en la temporada 2013 del Campeonato Europeo de Rallycross. El juego cuenta con alrededor de 300 km de pistas, con ocho rallies diferentes, cinco pistas de rallycross (incluidas Lohéac, el Circuito de Trois Rivières y el Autódromo Rosendo Hernández) y la pista Pikes Peak, así como más de 50 modelos de automóviles de 17 fabricantes. También incluye un editor de librea.

## Contenido descargable
- DLC Rallycross Pack.
- DLC Class S The Prototypes: Lancia ECV, Toyota 222D, Vauxhall Astra 4S y Peugeot Quasar.
- Pikes Peak DLC Pack: Peugeot 405 T16, Renault 5 Turbo y Suzuki Escudo.

El 24 de diciembre de 2015 se lanzó una demostración jugable con el Rally de San Remo en PlayStation Store y Xbox Games Store. A partir del día de Año Nuevo, la demostración no está disponible en Steam. En 2016 se lanzó una segunda demostración con el tema del Rally México.

## Recepción
JeuxActu declaró que «Sebastien Loeb Rally Evo es una buena mejora con respecto a los juegos de rally anteriores de Milestone. Con un toque arcade, la fuerza del juego es su contenido y su facilidad de uso, mientras que los jugadores más experimentados se dirigirán a Dirt Rally de Codemasters». GameStar estuvo de acuerdo y dijo que era una «simulación de rally desafiante con bonificación de Loeb, pero inferior a Dirt Rally en todos los aspectos».
El juego alcanzó el puesto 19 en las listas de ventas del Reino Unido.